# Загайський Врх
Загайський Врх (словен. Zagajski Vrh) — поселення в общині Горня Радгона, Помурський регіон, Словенія. Висота над рівнем моря: 277,4 м.